# 菜頭粿
菜頭粿（さいとうか、Chai tow kway）は、中国南部・潮州の潮州料理で一般的な料理、あるいは点心である。大根餅の角切りを炒めたものであり、インドネシアやシンガポール、マレーシア、タイ、台湾、ベトナムでも一般的である。シンガポールなど一部地域では、「キャロットケーキ」いう混乱を招きかねない誤訳がなされることがある。

## 材料
大根餅（蒸した米粉と水、細切りにした大根）を、卵や保存しておいた大根、その他調味料と炒めた料理である。大根餅は長方形の大きな塊状で出されることが多く、蒸してから丸ごと揚げられたものである。
変わり種としては、里芋や米粉のみを用いた菜頭粿もある。
大根餅はそのまま食べることもでき、ただ蒸すか蒸した後フライパンで炒めるが、菜頭粿は蒸してから他の材料と一緒に中華鍋で炒める。蒸したものも炒めたものも、ネギをのせて食することが一般的である。

## 種類
マレー半島南端部のジョホール州やシンガポールの潮州系露天商の間で食べられている菜頭粿は、大根餅を刻んだ大根の保存食やさいの目切りのニンニク、卵と一緒に炒め、醤油の代わりに中国の魚醤を加えるのが一般的である。刻みネギは、食べる直前に加えられる。クアラルンプールなどマレー半島北部では、濃口醤油を使うため同じ料理でも色が濃くなるほか、もやしが加えられる。
シンガポールでは、大根餅を適当な大きさに切り、卵やニンニク、ネギ、時にはエビ（干しエビと生エビの両方が用いられる）と共に炒める調理法が前述の潮州系露天商の調理法より一般的である。シンガポールの菜頭粿には白菜頭粿と黒菜頭粿の2種類があり、白菜頭粿は甘口醤油を用いず、大根餅を溶き卵の上で炒めて皮を作る一方で、黒菜頭粿は糖蜜を用いて、卵を単に大根餅に混ぜて作る。

## 文化的重要性
菜頭粿はシンガポールとマレーシアで一般的な料理であり、潮州系住民のみならず様々な方言や人種の人々が親しみ、ホーカーセンターでも高級中華料理店でも供される料理である。同地域ではこよなく愛されている現地のコンフォートフードであり、朝食から昼食の主菜、夜食まで、様々な時間帯に食べられる。多くの公人も菜頭粿を好んでいることが知られており、なかでもシンガポールの政治家である陳振声は、ある演説で菜頭粿の愛好を表明し、ホーカーセンターやコーヒーショップで一般的に見られるものとは異なる特定の派生料理（「10シンガポールドル（日本円にして1000円程度）のXO醤菜頭粿」）を好むと述べたのである。陳の演説は、同地域で食べられる菜頭粿の派生料理が如何に多いかを物語っている。